# Hugo Chapacú
Hugo Chapacú (Posadas, Misiones, 5 de maio de 1962) é um ex-tenista profissional paraguaio, seu melhor ranking de N. 217, participou das Olimpíada de Seul de 1988, caindo prematuramente na primeira rodada.